# Alternaria pseudorostrata
Alternaria pseudorostrata är en svampart som beskrevs av E.G. Simmons 1996. Alternaria pseudorostrata ingår i släktet Alternaria och familjen Pleosporaceae. Inga underarter finns listade i Catalogue of Life.